# 삼도동 (제주시)
삼도동(三徒洞)은 제주특별자치도 제주시의 동이다. 행정동 삼도1동, 삼도2동과 법정동 삼도일동, 삼도이동으로 구성된다. 면적은 삼도1동이 1.27km2이며, 삼도2동이 0.83km2이다. 인구는 외국인을 제외하고 2010년 12월 31일을 기준으로 삼도1동이 5,553세대 14,244명, 삼도2동이 4,584세대 9,793명에 이른다.

## 개요
삼도1동은 남쪽으로는 오라1동과 동쪽으로는 소용내, 서쪽으로는 병문내와 경계를 지으며 이루어진 서사라일대로 제주국제공항과 제주시청을 잇는 제주시의 중심가에 위치한 마을이다.
삼국시대부터 탐라국의 행정 중심지였던 삼도동은 1914년 4월 1일에 행정구역 폐합에 따라 제주면 삼도리가 되었고, 다시 1955년 시제실시와 함께 제주시 삼도동으로 개편되었다. 1976년 토지구획정리사업에 의해 신도시가 형성되어 현 삼도1동의 중심이 되었으며, 1983년 10월 1일 행정동 개편으로 삼도1동과 삼도2동으로 분동되면서 현재의 모습을 갖추게 되었다.
2006년 7월 1일에는 제주특별자치도가 출범함에 따라 제주시 삼도1,2동이 되었다.

## 관광
- 제주국제공항 (삼도1동)
- 관덕정 (삼도2동)
- 제주목 관아 (삼도2동)
- 향사당 (삼도2동)
- 제주문화원 (삼도2동)

## 교육
- 제주중앙초등학교 (삼도1동)
- 제주북초등학교 (삼도2동)
- 제주남초등학교 (삼도2동)
- 제주화교소학교 (삼도2동)
- 제주중앙여자중학교 (삼도2동)
- 제주교육인터넷방송국 (삼도1동)

## 상업
- 이마트 제주점 (삼도2동)
- 메가박스 제주 (삼도2동)